# Rione
Le mot rione désigne en Italie un quartier dans certaines villes. Il s'agit habituellement d'une subdivision officielle, pas seulement d'une entité géographique. 
Le mot italien rione (au pluriel rioni) vient du mot latin regio (« région », en italien regione).
Un exemple caractéristique est celui des rioni de Rome.